# Chroustovice (zámek)
Zámek Chroustovice je barokní zámek upravený v 18. století rokokově. Nachází se v okrese Chrudim v jihovýchodní části městysu Chroustovice (asi 15 km východně Chrudimi a 15 km západně od Vysokého Mýta) v areálu s čestným dvorem, hospodářskými budovami a zahradou, který je od roku 1964 kulturní památkou. V areálu sídlí odborné učiliště, není veřejnosti běžně přístupný.

## Historie

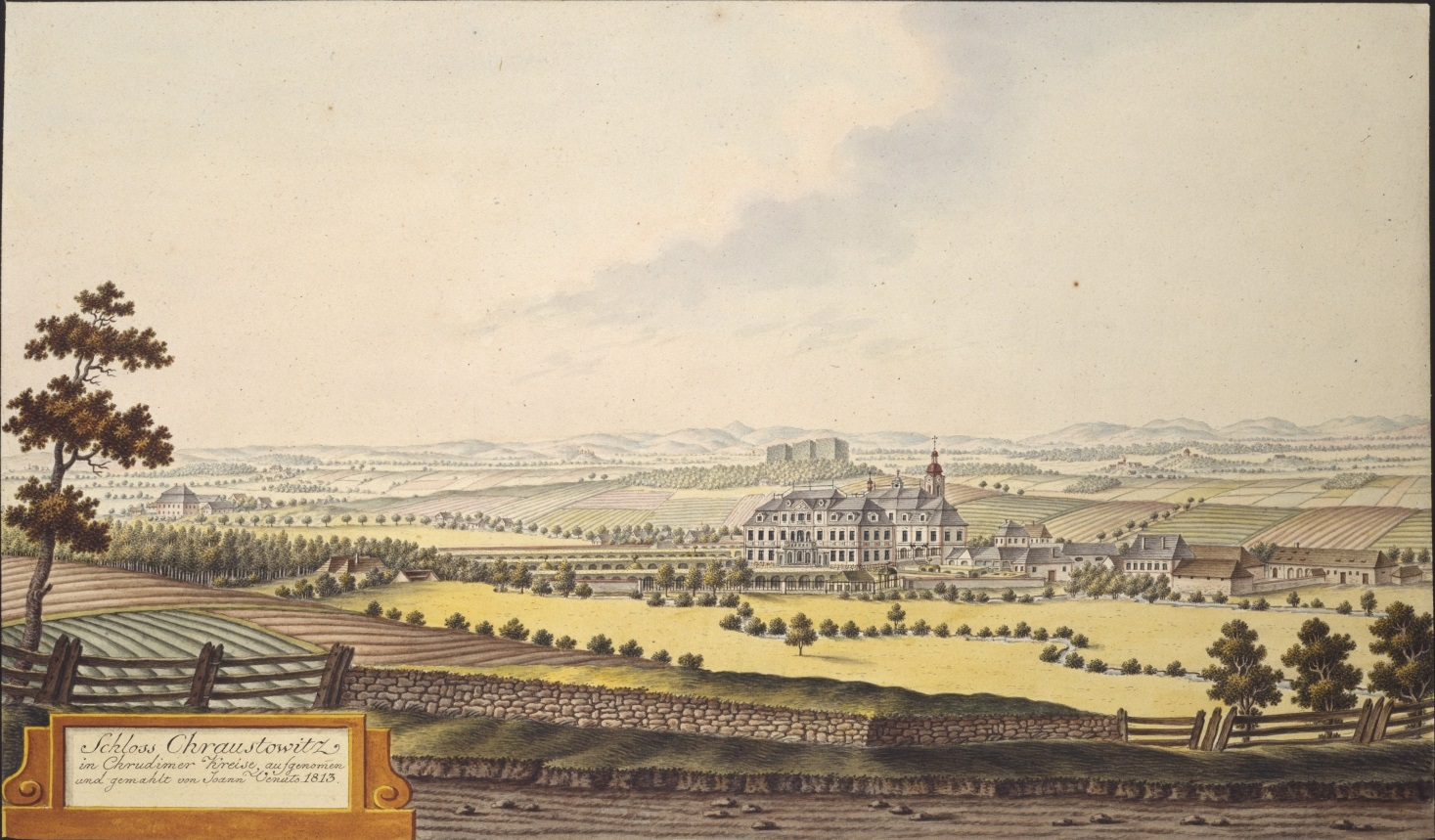
Schloss Chraustowitz, Joann Venuto 1813

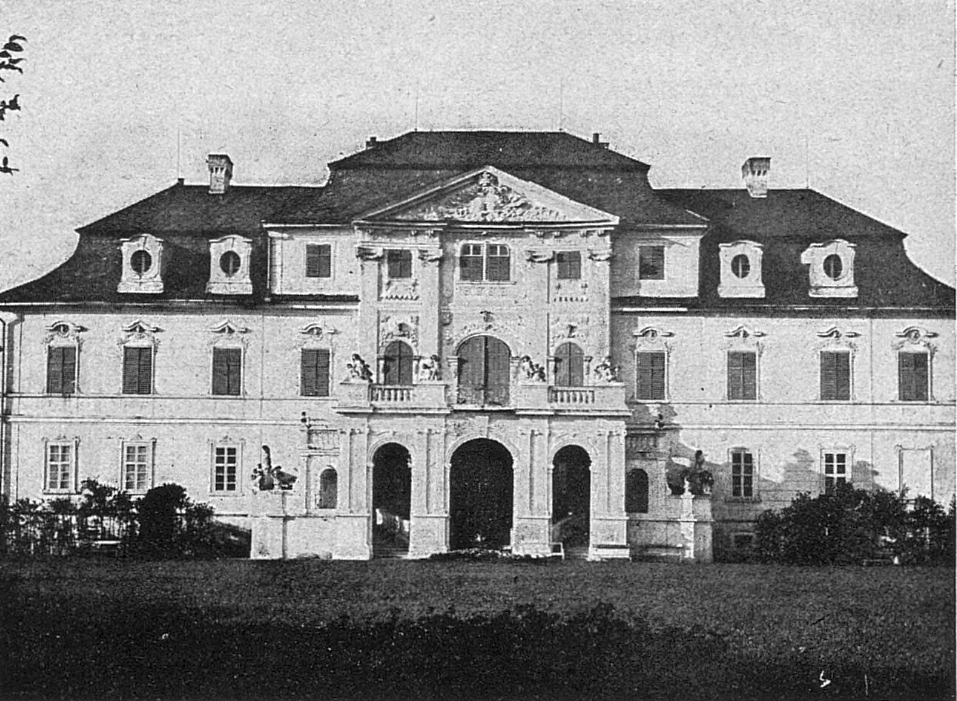
Jižní, zahradní průčelí (1917)

V místech chráněných rameny řeky Novohradky byla v roce 1406 tvrz, která patřila Ferdinandovi z Chroustovic. V 15. století se majitelé střidali, v 16. století získali Chroustovice bratři Albrecht a Slavata z Chlumu a Košumberka a po připojení ke košumberskému panství tvrz přestala být samostatným panským centrem. Když se v roce 1577 stal majitelem Chroustovic Zachariáš Slavata z Chlumu, nechal na místě již zpustlé tvrze postavit čtyřkřídlý renesanční zámek.
V roce 1663 koupil chroustovické panství František Karel Libštejnský z Kolovrat (1620–1700), který v roce 1676 nechal zámek zbourat a na jeho místě pak nechal postavit nový barokní zámek. Osoba architekta není doložena, vzhledem k podobnostem jím pravděpodobně byl tentýž italský architekt, který už pro stejného stavebníka stavěl i zámek v Rychnově nad Kněžnou. U zámku vznikl také park ve francouzském stylu. Po roce 1721 se majiteli stala rodina Kinských a zámek byl upraven nejprve kolem roku 1760 královéhradeckým architektem Františkem Kermerem (1710–1786), a nedlouho poté nechal hrabě Filip Kinský (1741–1827) zámek v letech 1779–1780 znovu přestavět rokokově: bylo zbořeno celé východní křídlo, před jižním zahradním průčelím vznikla terasa se schodišti do parku a před hlavním severním průčelím vznikl mezi novými hospodářskými budovami čestný dvůr.
V roce 1823 získal panství kníže Karel Thurn-Taxis (1792–1844) a zámek byl pak využíván jako letní sídlo. V roce 1861 zámek vyhořel a severní průčelí při opravě dostalo v letech 1863–1864 novobarokní podobu. V roce 1919 odkoupil zámek v rámci pozemkové reformy československý stát.
Od dvacátých let 20. století slouží zámek zdravotnickým a školským účelům: nejprve tu byla pobočka košumberské tuberkulózní léčebny, za okupace tu byl Dívčí výchovný ústav, v němž pracovaly i řádové sestry – boromejky. V roce 1947 zámek opět vyhořel a po jeho obnově v něm vznikl nejprve Zvláštní chlapecký domov pro mentálně postiženou mládež, potom Zemědělský domov pro mládež vyžadující zvláštní péči a v roce 1955 Zvláštní učňovská škola internátní. Od roku 2001 je majitelem objektu Pardubický kraj a působí v něm příspěvková organizace Odborné učiliště Chroustovice. Jeroným de Capece

## Popis
Areál chroustovického zámku ohraničuje na severní straně silniční komunikace, z jižní strany ho obtéká říčka Novohradka. Je to komplex většího počtu budov, doplněný francouzskou zahradou; na tu původně navazovala ještě obora a bažantnice. Jednotlivé části vznikaly v různých slohových obdobích.
Hlavní objekt zámku je trojkřídlý, s vnitřním nádvořím, jehož východní stranu ohraničuje mřížové oplocení se schodištěm vedoucím k parku. Před severním průčelím je čestné nádvoří, které je po stranách obklopeno vždy dvěma symetricky vystavěnými budovami předzámčí. Souběžně se zámeckým křídlem nádvořím protéká pod budovami předzámčí vodní kanál napájený z Novohradky. Na severní straně čestného dvora u hlavní místní komunikace je empírová vjezdová brána.
V jižním průčelí obráceném k parku je terasa se dvěma schodišti. Park je symetricky upravený ve francouzském stylu, jeho osa vychází ze středu zámeckého průčelí a za můstkem přes Novohradku na ni navazuje alej vedoucí původně k bažantnici.

## Další zajímavosti
Nedaleko zámeckého areálu jsou u hlavní komunikace v Chroustovicích další zajímavé památky:
- kostel sv. Jakuba Staršího, barokní jednolodní stavba z roku 1774,[4]
- fara z roku 1783,[5]
- pískovcový silniční rozcestník z konce 19. století.[6]